# كاليب رودني لايتون الثالث
كاليب رودني لايتون الثالث (بالإنجليزية: Caleb Rodney Layton III)‏ هو قاضي ومحامي أمريكي، ولد في 4 يوليو 1907، وتوفي في 6 مايو 1988.